# Coffey County
Coffey County är ett administrativt område i delstaten Kansas, USA, med 8 601 invånare. Den administrativa huvudorten (county seat) är Burlington. 

## Geografi
Enligt United States Census Bureau har countyt en total area på 1 695 km². 1 631 km² av den arean är land och 64 km² är vatten.

### Angränsande countyn
- Osage County - nord
- Franklin County - nordost
- Anderson County - öst
- Allen County - sydost
- Woodson County - syd
- Greenwood County - sydväst
- Lyon County - nordväst

### Orter
- Burlington (huvudort)
- Gridley
- Lebo
- LeRoy
- New Strawn
- Waverly